# Kriebstein
Kriebstein è un comune di 1 992 abitanti della Sassonia, in Germania.
Appartiene al circondario (Landkreis) della Sassonia centrale (targa FG).
Poco distante dal centro abitato sorge l'antico castello di Kriebstein.

## Storia
Il 1º gennaio 1999 al comune di Kriebstein venne aggregato il comune di Grünlichtenberg.